# Liste der Naturdenkmale in Beilstein (Württemberg)
| Naturdenkmale | Anzahl |
| ------------- | ------ |
| FND           | 1      |
| END           | 1      |
| Gesamt        | 2      |

Die Liste der Naturdenkmale in Beilstein nennt die verordneten Naturdenkmale (ND) der im baden-württembergischen Landkreis Heilbronn liegenden Stadt Beilstein. In Beilstein gibt es insgesamt zwei als Naturdenkmal geschützte Objekte, davon ein flächenhaftes Naturdenkmal (FND) und ein Einzelgebilde-Naturdenkmal (END).
Stand: 31. Oktober 2016.

## Flächenhafte Naturdenkmale (FND)
| Name                     | Bild | Kennung     | Einzelheiten | Position | Fläche Hektar | Datum         |
| ------------------------ | ---- | ----------- | ------------ | -------- | ------------- | ------------- |
| Annasee                  |      | 81250080002 | Beilstein    | ⊙        | 1,4           | 18. Juli 1986 |
| Legende für Naturdenkmal |      |             |              |          |               |               |

## Einzelgebilde (END)
| Name                        | Bild | Kennung     | Einzelheiten | Position | Fläche Hektar | Datum         |
| --------------------------- | ---- | ----------- | ------------ | -------- | ------------- | ------------- |
| 1 Linde (sog. „Anna-Linde“) |      | 81250080001 | Beilstein    | ⊙        | 0,0           | 18. Juli 1986 |
| Legende für Naturdenkmal    |      |             |              |          |               |               |